# Stade Bollaert-Delelis
Stade Bollaert-Delelis je stadión sloužící zejména pro fotbal ve francouzském městě Lens. Ke svým domácím utkáním tu nastupuje francouzský celek Racing Lens. Stadión má kapacitu přes 41 tisíc diváků, což je paradoxně více než má celé město Lens obyvatel. Na stadion si ale nachází cestu i diváci z hustě osídleného okolí města. Stadión byl vystavěn v roce 1933 a pojmenován po Félixi Bollaertovi. Člen Compagnie des mines de Lens (Těžební společnost z Lensu) se výrazně zasloužil o rozvoj sportu v regionu a i nechal vystavět tento stadión. V roce 2012 se do názvu dostal i André Delelis, starosta Lensu a ministr ve vládě Pierra Mauroye, který se vydatně zasloužil o záchranu klubu a stadiónu po ukončení těžby v okolí města.
Stadión hostil dva zápasy Mistrovství Evropy ve fotbale 1984, čtyři zápasy Mistrovství světa ve fotbale 1998 a stejný počet utkání by se zde měl odehrát i při EURU 2016. V letech 1999 a 2007 se zde konaly některé zápasy světových šampionátů v rugby.
Stade Bollaert-Delelis je postaveno v anglickém stylu se čtyřmi oddělenými tribunami, kde každá nese svůj název a je věnována památce určitých lidí spjatým s klubem. Mezi ně patří Henri Trannin (ikona klubu, po 18 let brankář Lensu), Tony Marek (bývalý hráč a trenér, který nastoupil i za reprezentaci), Élie Delacourt (bývalý prezident fanklubu) a Max Lepagnot (významný činovník v klubu, vedl i místní regionální soutěž).